# 杨浦区
杨浦区是中國上海市的一个市辖区，位于上海中心城区东北部，地处黄浦江下游西北岸，与浦东新区隔江相望，西临虹口区，北与宝山区接壤，面积达60.61平方公里。區人民政府駐平涼路街道江浦路549号。
黄浦江支流的杨树浦纵贯区境南北，杨浦区因此得名。杨浦区的北东南三面几乎都被黄浦江包围，拥有上海中心城区最长的黄金滨江岸线，区辖上海第四大岛：复兴岛，黄浦江岸线（包括复兴岛）长达15.5公里。
杨浦区政府在进入21世纪之后，力主打造知识杨浦，加速建设上海四大城市副中心之一、十大商业中心之一的江湾五角场、上海第三代国际社区新江湾城、环同济知识经济圈并加紧开发与北外滩、陆家嘴金融贸易区构成黄金三角区域的杨浦滨江—东外滩。杨浦区内科教资源丰富，区域内坐落着包括著名的综合性、研究型大学复旦大学和同济大学，以及专业特色显著的上海财经大学、中国人民解放军海军军医大学、上海海洋大学、上海理工大学、上海体育大学、上海电力大学等14所各类高等院校，故有“上海硅谷”之称。

## 历史

### 古代
与上海大部分地区一样，杨浦地区由长江冲击而成。在唐朝晚期之前，区境可能已形成一片浅滩。在北宋，吴淞江流经现在的五角场附近汇入东海。同一时期附近已出现了一些道观与佛教寺庙。1404年，黄浦江改道由吴淞口入长江。明朝晚期，黄浦江沿岸的村镇开始繁荣兴旺，主要从事农业、纺织业、票据钱庄业与水上贸易。

### 近代
1842年《中英南京条约》使上海成为第一批通商口岸。清同治九年（1870年）区境内第一条马路杨树浦路筑成，英商于光绪九年（1883年）在黄浦江边建成杨树浦水厂。1899年，区境南部10.89平方公里的英租界被合并成为公共租界的东区。至民国2年（1913年），区境黄浦江沿岸已建有棉纺、缫丝、造船、造纸、发电、自来水等厂20家。1929年，配合国民政府的大上海计划，修建围绕五角场的放射状城市道路，选址今五角场地区的翔殷路以北、闸殷路以南、淞沪路以东、黄浦江以西的土地约7000亩作为市中心区，规划设有行政区、商业区、住宅区，以及相应的交通设施，包括铁路、港口、道路等。上海特别市政府大楼、江湾体育场以及新图书馆、博物馆等设施于这段时期建成。随着抗日战争的爆发，大上海计划被迫中断，日本在1937年至1945年间占领了公共租界的北区与东区，并建造了一些兵营与住宅。1945年12月25日，国民政府设立杨树浦区（第二十区），区境面积为7.7平方公里。境域东、南濒黄浦江，西临杨树浦港，北至长阳路北侧。据民国35年（1946年）统计，当时杨树浦区人口为65985人。1947年1月，取消序数区名。

### 现代与当代

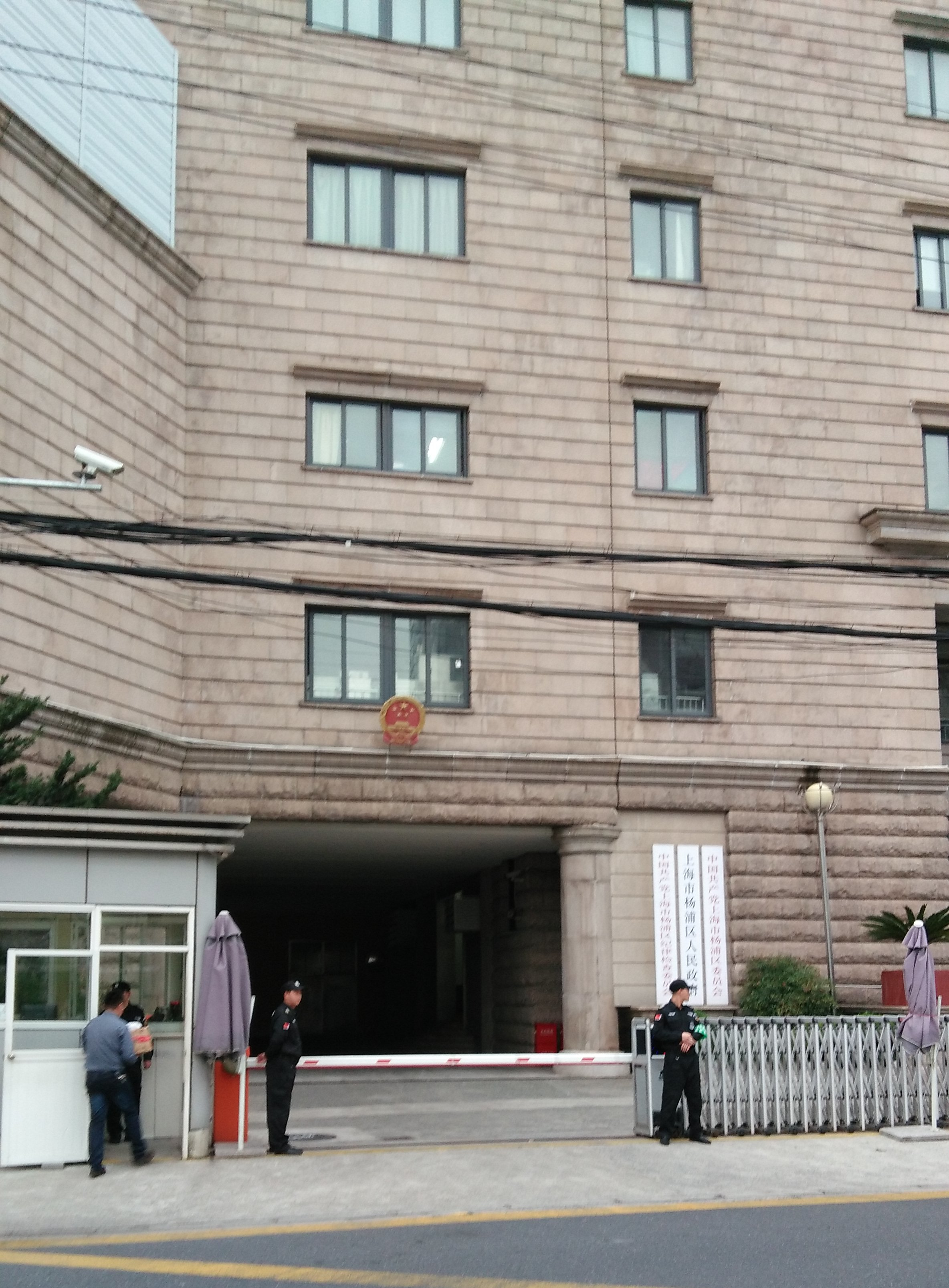
楊浦區政府大樓

1950年6月，名称改为杨浦区，在之后的几十年里，区境也不断拓展。1950年7月25日，区境第一次扩大，新市区长阳镇和引翔镇划入，北界扩至马玉山支路。1956年4月，由于江湾区建制被撤销，区境第二次扩大，北界扩至走马塘。1958年7月，由于北郊区建制被撤消，划进五角场和邯郸路两个办事处，西界推至杨树浦港至逸仙路一带，北界进至五权路（民星路）、府东南路（清源环路），沿民庆路、闸殷路、政同路（1959年6月上述两个办事处划归宝山县）。1959年12月2日，榆林区并入。西界扩至大连路和大连西路玉田新村。1960年10月，由于浦东县建制被撤消，浦东大道以北，洋泾办事处大部分及其昌栈以东地区划入。1964年6月18日，由于吴淞区建制第二次被撤销，吴淞镇、泗塘新村街道办事处划入（至1980年第三次恢复吴淞区建制时止）。1982年，四平街道的玉田新村划归虹口区。1984年9月1日，区境再次扩大，划入宝山县的五角场镇、吴淞区的殷行、工农两个居委会，北界进至闸殷路，钱家浜、闸北发电厂北侧。同月，划入川沙县东沟以西，荻柴浜以北和上川路以东地段，划出海防新村。1989年11月23日，宝山区五角场乡划入。1993年3月，位于浦东部分的歇浦路街道划归浦东新区。1997年6月，宝山区所属江湾机场划入。始成现境域现状。这一时期，重工业成为了杨浦的标志。2010年1月10日，杨浦区获得“国家创新型试点城区”的殊荣，这也正式标志了杨浦区已完成了从“工业杨浦”向“知识杨浦”的华丽转型。固定资产投资规模已连续三年雄居中心城区之首。在2009年上半年的金融形势严峻时期，杨浦的知识产业却保持30%的增幅，区级财政收入增幅首次在上海全市中心城区中名列第一。2010一年中1-3季度杨浦区GDP总量就已达到666.32亿元，雄居九大中心城区之首。整个2010年杨浦区的GDP总量达到894.69亿元，仅次于徐汇区的910.92亿元，位列上海中心城区第二位。

### 四个“五角场”
- 新江湾城——国际化知识型知识、生态城区
- 五角场——东北上海旗舰商业中心、科教中心
- 大连路——高端服务业聚集群
- 东外滩——滨江高档特色区域

## 经济

### 曾经的老工业区

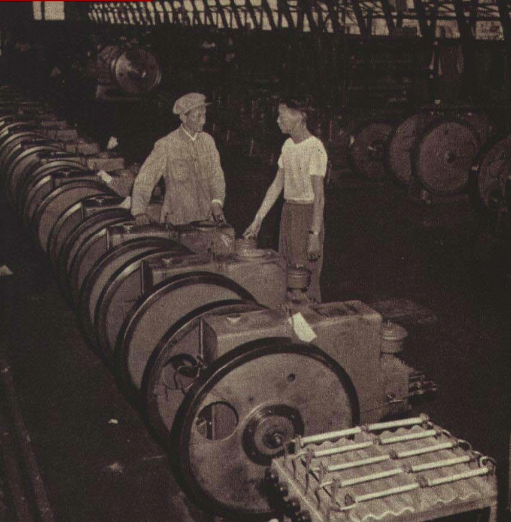
杨浦区1952年吴淞机器厂，日後為上海新动力汽车科技股份有限公司

工业曾是杨浦区的支柱产业，早先工厂集中于黄浦江畔的杨树浦路一带。随着租界面积的增大、道路的建设与市政设施的完善，工厂逐步向北向东扩展，最终使杨浦成为上海市境范围内的工业大区。1949年后，诸多工厂收归国有继续运营，至1990年代，随着当时上海产业结构调整，杨浦境内的许多工厂迁往外地或纷纷关闭。杨树浦路沿线的百年老厂房将全部拆除或进行现代改造并将带动南部沿江地区的全面发展是杨浦十二五乃至十三五期间的重中之重，而如今“联合国全球经济创意城”、“上海国际时尚中心”、“渔人码头”、“秦皇岛水门”等一系列重大滨江项目的兴建将会为杨浦滨江锈带的凤凰涅槃添上浓墨重彩的一笔。在上海2035规划中，杨浦滨江也已经被列为中央活动区，其重要性与引领性不言而喻。

### 日趋繁荣的商业
传统上杨浦区的商业地带集中在南部原租界区内。1949年以前形成一定规模的有平凉路通北路的八埭头、长阳路辽阳路和杨树浦路松潘路三个地区，前两地位于规划中的大连路现代服务业功能区内，目前由于市政动迁正在全面重新建设，现代化的商务区与高品质的住宅区正在全面兴起。而位于杨浦大桥下的松潘路地块尚有待明确规划。1949年之后平凉路沪东工人文化宫一带逐渐成市，目前商业地位已经完全被控江路和五角场所取代。随着20世纪90年代起控江路鞍山路一带的商业逐步发展以及目前的扩建，根据规划该地区将建成位于南杨浦的区级商业中心。近年来五角场因被确定为上海的四个城市副中心之一、十大商业中心之一而成为境内最大的商业区并已发展成为杨浦乃至上海最繁华的地段之一。

## 发展

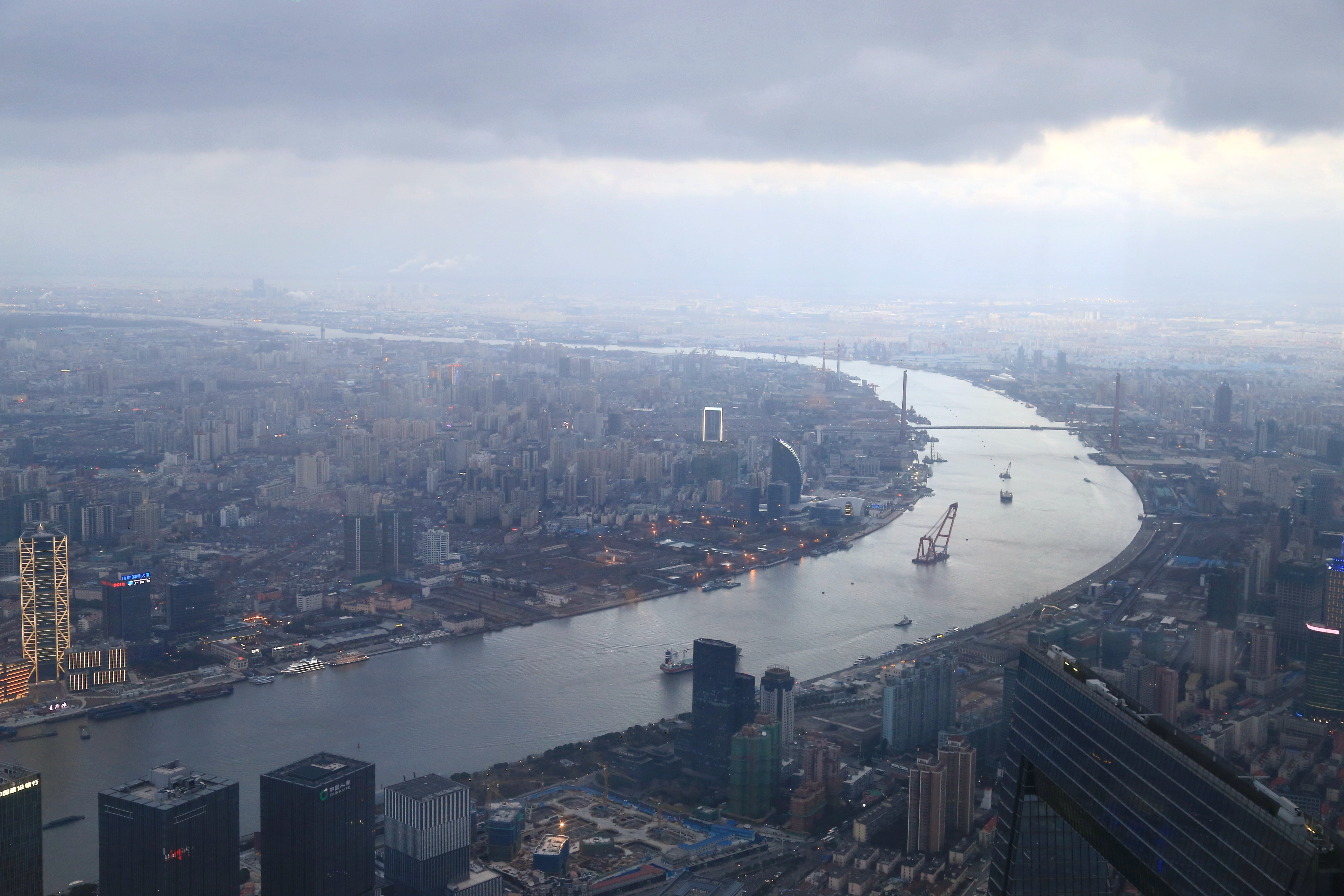
从上海中心大厦观景台眺望杨浦

随着目前“知识杨浦”的大力建设以及上海四大副中心之一的江湾五角场、区级商业中心控江路的扩建、大连路现代服务区和高档滨江区东外滩的建设，杨浦已经开始脱胎换骨。杨浦区内环内高档住宅云集，交通便捷，生活配套齐全，中高档住宅聚集，商业较为发达，核心区域到陆家嘴只要15分钟左右。而周家嘴路与走马塘之间的地区主要为20世纪50年代以来建设的老公房，自西向东分布着鞍山新村、凤城新村、控江新村、延吉新村和长白新村。黄兴路以东、走马塘以北至翔殷路的黄兴公园版块多新建小区。五角场区域近几年得益于“城市副中心”、“十大商业中心”的政策已经相当繁华，是整个北上海新的“上只角”。而新江湾城作为中心城区唯一的生态湿地，第三代国际社区，其房价也是一路飙升，亦成为区境内乃至全市高端的居住区之一，而如今各大地产业巨头对新江湾城的开发更使得这里豪宅林立，许多大平层豪宅聚集于此。而高端别墅也遍布其中。而杨浦区东外滩地区在后世博时代将迎来全面的开发建设。渔人码头、全球创意经济城、上海国际时尚中心、复兴岛等等一些列的项目，将使得这里涅槃重生，成为上海滨江的又一张王牌与新兴的高尚居住、休闲旅游区域。

## 教育
杨浦科教资源丰富，20世纪初，境内就出现了教会创办的大学。至20世纪30-40年代，教育事业得到了迅速发展，区域内坐落着14所各类高等院校，其数量超过了上海市高校总数的三分之一，被誉为“上海学府中央区”。在这些学校中，有历史悠久、学科门类齐全的综合性大学复旦大学、同济大学，也有专业特色显著为行业培养高级人才的上海财经大学、上海理工大学、上海海洋大学、上海电力大学、上海体育学院；也有军队所属的第二军医大学、解放军南京政治学院上海分院；有向社会开放的成人高等学校上海电视大学、杨浦区业余大学，也有列入国家计划招生范围的优秀民办学校上海济光职业技术学院、上海东方文化职业学院。百年大学，科教资源，是杨浦实现“科教兴市”主战略的坚实基础，也是杨浦构建知识创新区的动力源泉。

## 交通
区境内有杨浦大桥、军工路隧道、大连路隧道和翔殷路隧道跨越黄浦江连接浦东，殷行路隧道正在建设中。杨浦区距浦东国际机场15.5公里并有内环高架路、中环线穿越而过。上海轨道交通四号线、八号线、十号线、十二号线已经让杨浦与市中心紧密相联。十八号线则连接了区内的三条线路以及浦东新区，缩短了往返于杨浦和浦东的时间。未来还将建设二十号线等。

### 主要道路
- 杨树浦路
- 平凉路
- 长阳路
- 周家嘴路
- 控江路
- 中山北二路
- 邯郸路
- 翔殷路

- 逸仙路
- 大连路
- 四平路
- 江浦路
- 淞沪路
- 黄兴路
- 宁国路
- 中原路
- 营口路
- 隆昌路
- 军工路
- 公平路
- 松花江路

### 城市快速路
- 内环高架路
- 逸仙高架路
- 中环路

### 越江通道
- 大连路隧道
- 杨浦大桥
- 军工路隧道
- 翔殷路隧道
- 殷行路隧道
- 周家嘴路隧道
- 江浦路隧道

### 轨道交通
运营线路
- 4号线：大连路 12号线 - 杨树浦路
- 8号线：市光路 - 嫩江路 - 翔殷路 - 黄兴公园 - 延吉中路 - 黄兴路 - 江浦路 18号线 - 鞍山新村 - 四平路 10号线
- 10号线：国帆路 - 新江湾城 - 殷高东路 - 三门路 - 江湾体育场 - 五角场 - 国权路 18号线- 同济大学 - 四平路 8号线
- 12号线：大连路 4号线 - 江浦公园 18号线- 宁国路 - 隆昌路 - 爱国路 - 复兴岛
- 18号线：上海财经大学 - 复旦大学 - 国权路 10号线 - 抚顺路 - 江浦路 8号线 - 江浦公园 12号线 - 平凉路 - 丹阳路

### 轮渡
- 草临线：临江路军工路—草镇（近江心沙路300号）
- 东嫩线：嫩江路军工路—东塘路行南公路
- 金定线：定海桥（复兴岛共青路）—金桥（金桥路浦东大道）
- 歇宁线：宁国南路杨树浦路—歇浦路浦东大道
- 民丹线：丹东路杨树浦路—民生路浦东大道
- 其秦线：秦皇岛路杨树浦路—其昌栈（东方路昌邑路）

## 行政区划
杨浦区下辖12个街道：
定海路街道、平凉路街道、江浦路街道、四平路街道、控江路街道、长白新村街道、延吉新村街道、殷行街道、大桥街道、五角场街道、新江湾城街道和长海路街道。

## 人口
楊浦區截至2020年11月，全区共有常住人口1242548人第七次全国人口普查。

## 历任区委书记和区长
- 区委书记

2019年12月- 至今    谢坚钢
2016年7月- 2019年12月   李跃旗  
2015年1月 - 2016年7月 诸葛宇杰
2010年4月 -2014年12月 陈寅
2003年2月 - 2010年4月 陈安杰
1998年10月 - 2003年2月 杜家毫
- 区长

2019.12 - 至今    薛侃
2015.01 - 2019.12    谢坚钢

## 全国重点文物保护单位
- 杨树浦水厂
- 上海紅樓